# Nada Grošelj
Nada (Nada-Marija) Grošelj, slovenska jezikoslovka, filologinja in prevajalka, * 17. julij 1975, Ljubljana.
Diplomirala je iz angleškega in latinskega jezika s književnostjo ter doktorirala iz jezikoslovja. Deluje kot prevajalka in predavateljica na Filozofski fakulteti v Ljubljani. Prevaja predvsem iz angleščine, latinščine in švedščine v slovenščino ter iz slovenščine v angleščino.
Pozornost je vzbudil njen prevod Pike Nogavičke iz švedščine leta 2015, prvi po kultnem prevodu Kristine Brenk iz leta 1958.

## Nagrade in priznanja
- 2011: Sovretova nagrada za prevode Plavta, Ovidija in Oscarja Wilda.[5][6]
- 2023: Nagrada Vasje Cerarja za prevod November v Mumindolu švedskojezične finske pisateljice Tove Jansson
- 2023: Jermanova nagrada za prevod eseja Grenko-sladki eros Anne Carson[7]